# Нормандская (порода коров)
 Нормандская порода  — порода крупного рогатого скота молочно-мясного направления, выведенная во Франции.
Благодаря высококачественному молоку, богатому белками и обладающему достоинствами, ценимыми в сыроделии, является первой крупной французской молочной породой. Являясь крупной смешанной породой, она позволяет животноводам, занимающимся разведением скота молочного направления, одновременно производить мясо (быки, бычки, выбракованные коровы), отвечающее по своим качествам запросам потребителя: нежное, мраморное и высоковкусовое.

## Распространение

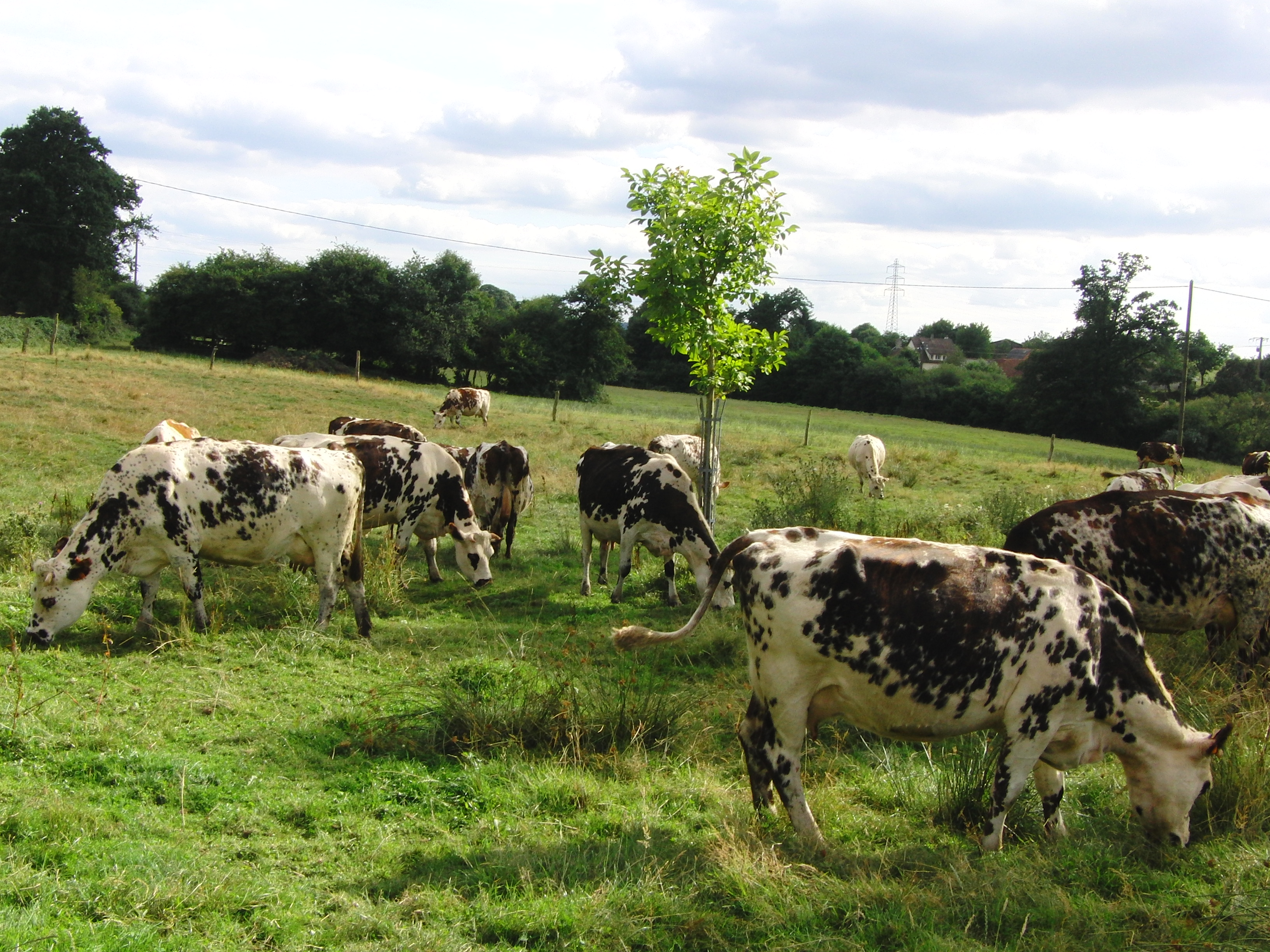
Стадо нормандских коров на лугу, Dompierre, Orne, France, 2013 год.

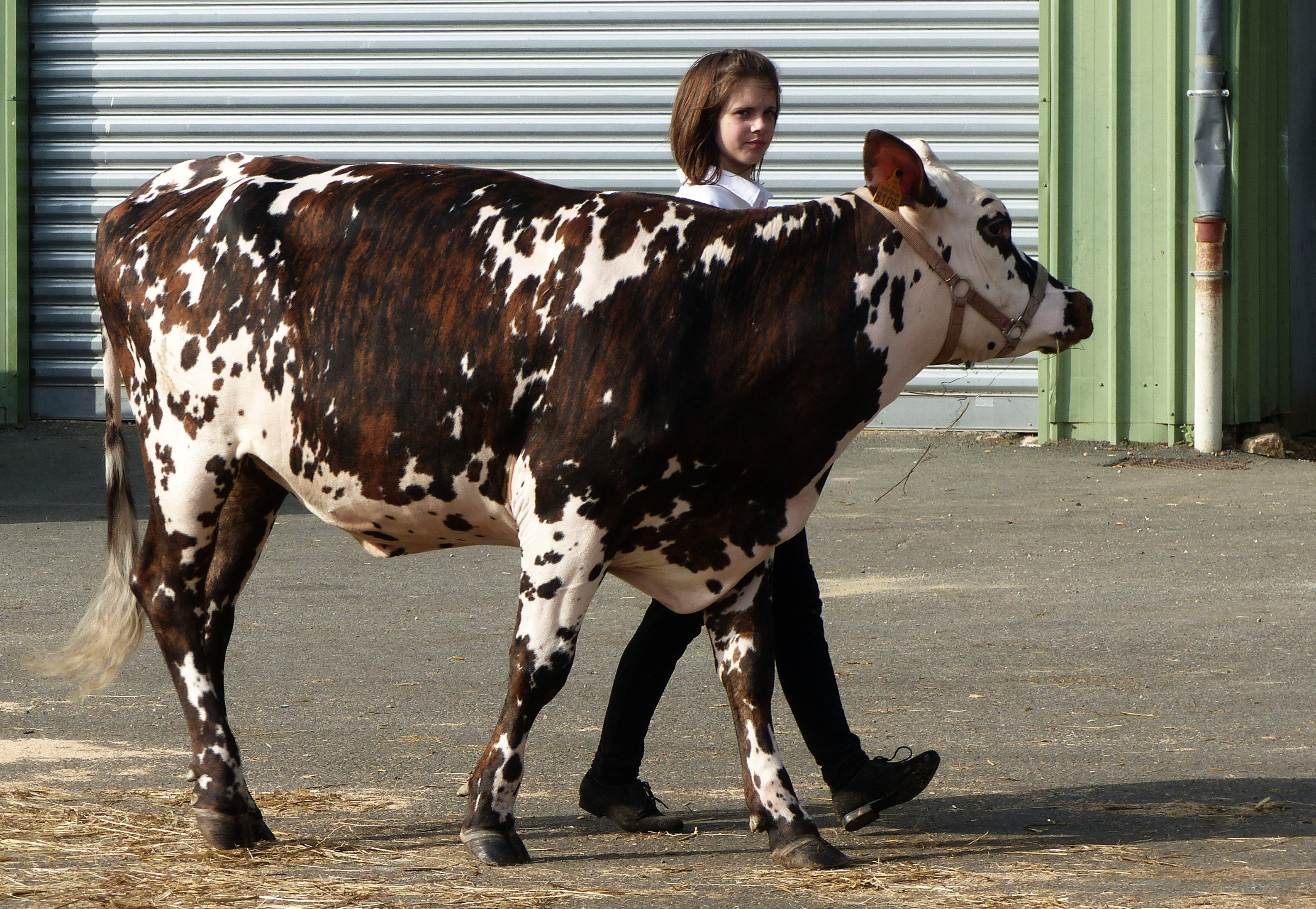
Нормандская корова. Выставка Ohh la Vache 2017, Pontivy

Во Франции насчитывается более 2-х млн голов нормандской породы, она стоит на третьем месте по количеству поголовья КРС во Франции, после Голштинской и  Монбельярдской .
Нормандская порода экспортируется за пределы Франции с конца XIX — го века. В частности, порода прочно обосновалась в Южной Америке: Бразилии, Колумбии, Эквадоре, Парагвае, Уругвае и Венесуэле. Сегодня порода присутствует на всех континентах, встречается в США , Австралии и Японии. В Европе нормандская порода получила развитие в Бельгии, Швейцарии, Великобритании, Ирландии. В Сенегале, Мали и на Мадагаскаре также есть чистые или скрещенные нормандцы.

## Экстерьер
Нормандская порода КРС крупное животное: коровы имеют рост 142 см в холке, обычно весят 700—800 кг, а быки — до 1100 кг и рост 150 см. Масть обычно рыжая или крапчатая, но также может быть черно-пестрой или белой. Голова часто бывает белой, а вокруг глаз обычно темное, что придает «очковый» вид.
Нормандская порода долгожитель и отличается легким отелом. В Нормандии обычно этот скот держат на траве, но хорошо адаптируется к другим условиям. Обладает хорошей устойчивостью к солнечному свету и экстремальной жаре. Коровы хорошо приспособлены к механическому доению.

## Продуктивность
Нормандская порода — это молочная порода двойного назначения, разводимая в основном из-за молока. Средний надой коров нормандской породы превышает 5000-6000 кг молока за лактацию (305 дней) с содержанием свыше 4,2 % жира и не менее 3,5 % белка. Рекордистка породы по кличке Чемпиона дала за 305 дней лактации 12619 кг молока с содержанием белка 3,89 % и жира 5,03 %. Порода имеет длинный срок использования в среднем 5 лактаций. Молоко нормандских коров по составу и питательности считают лучшим в Европе для производства сыров. Из него изготавливают самые именитые сыры Камамбер , Пон-л’Эвек , Ливаро , Нёшатель и другие.
Что касается мясных качеств породы, то мясо высококачественное, нежное, мраморное и вкусное, ценится на французском рынке особенно и маркируется специальной этикеткой. Среднесуточный привес на откорме у бычков составляет 1300—1500 г, а выход туши между 55-60 %. Средние мясные показатели — при забое в возрасте:
3-4 месяца живой вес 180 кг, вес туши 120 кг
15-18 месяцев живой вес 700 кг, вес туши 420 кг
старше 30 месяцев (быки) живой вес 800 кг, вес туши 450 кг
старше 36 месяцев (коровы) вес 750 кг, вес туши 400 кг